# Kar bo, pa bo
Kar bo, pa bo je hrvaška komična serija. V Sloveniji jo predvajata POP TV in Kanal A.

## Zgodba
V prvi sezoni Đurovi vnuki Katarina, Tomislav in Krešo pridejo v Oštrovac, da bi dobili dediščino miljion evrov. Vendar morajo za to dediščino eno leto živeti v hiši v Oštrovcu, ki je brez elektrike in vode.
V drugi sezoni vaščani odprejo hotel, v katerem prebivata iskalca izgubljenih in v Oštrovcu zakopanih diamantov Dario in Miranda.

## Liki in igralci
| Igralec/ka               | Lik                         | Sezone | Opis |
| ------------------------ | --------------------------- | ------ | --- |
| Mirna Medaković Stepinac | Katarina Gavran roj. Došen  | 1-2    | Glavna junakinja serije, ki pride v Oštrovac, da bi dobila dediščino dedka Đura. Spozna Damirja, s katerim se kasneje poročita, vodita hotel in imata hčerko. |
| Momčilo Otašević         | Damir Gavran                | 1-2    | Gozdni čuvaj, ki je poročen s Katarino. |
| Vesna Tominac Matačić    | Višnja Došen                | 1-2    | Katarinina mama in Markova žena. |
| Željko Pervan            | Marko Došen                 | 1-2    | Katarinin oče. |
| Suzana Nikolić           | Zdenka Gavran               | 1-2    | Damirjeva mama in Miletova žena. |
| Milan Štrljić            | Mile Gavran                 | 1-2    | Damirjev oče, direktor hotela, dolgoletni predsednik vaškega sveta.                                                                                           |
| Sanja Vejnović           | Milica Mamić roj. Došen     | 1-2    | Odvetnica, Đurova hčer in Tomislavova mama. |
| Miran Kurspahić          | Tomislav Mamić              | 1-2    | Đurov vnuk, Miličin sin in Snježanin mož. |
| Janko Popović Volarić    | Krešo Kolarić               | 1-2    | Đurov vnuk. |
| Ecija Ojdanić            | Barbara Murgić              | 1-2    | Vaška učiteljica, Dianina mama. Kasneje se poroči s Svetom Tepavcem.                                                                                          |
| Tijana Pečenčić          | Diana Tepavac roj. Murgić   | 1-2    | Josipova žena s katerim imata dva otroka, frizerka in Snježanina prijateljica.                                                                                |
| Miodrag Krivokapić       | Stipe Žulj                  | 1-2    | Upokojeni policaj, Ljubov oče in Miletov prijatelj. |
| Žarko Radić              | Sveto Tepavac               | 1-2    | Povratnik iz Švice, pevec, ki ne mara Mileta in Stipeta. Josipov oče.                                                                                         |
| Asim Ugljen              | Josip Tepavac               | 1-2    | Svetov sin in Dianin mož. |
| Barbara Vicković         | Ane Jelaska                 | 1-2    | Gostilničarka in skrbnica hotela. Snježanina mama. |
| Jagoda Kumrić            | Snježana Mamić roj. Jelaska | 1-2    | Tomislavova žena, s katerim imata hčer. |
| Stjepan Perić            | Ljubo Žulj                  | 1      | Stipetov sin, ki postane višji policijski inšpektor v Zagrebu.                                                                                                |
| Vladimir Posavec Tušek   | Dario Žeravica              | 2      | Iskalec diamantov, Suzanin bivši mož, Mirandin mož, Sarin in Tinin oče.                                                                                       |
| Jelena Perčin            | Miranda Žeravica            | 2      | Dariova žena s katerim se kasneje ločita. |
| Monika Mihajlović        | Tina Božić roj. Žeravica    | 2      | Dariova hči, ki se v Oštrovcu zaljubi v policaja Mateja, s katerim se poročita.                                                                               |
| Katja Rožmarić           | Sara Žeravica               | 2      | Dariova hči. |
| Petar Burić              | Mate Božić                  | 2      | Policaj, ki se poroči s Tino. |
| Sandra Lončarić          | Suzana Žeravica             | 2      | Dariova bivša žena. |

## Predvajanje po svetu
Serija se predvaja v:
- Hrvaška
- Slovenija
- BIH
- Srbija
- Črna Gora
- ZAE